# Iniziativa per la foresta dell'Africa centrale

Paesi beneficiari dell'Iniziativa per la foresta dell'Africa centrale (CAFI)

L'Iniziativa per la foresta dell'Africa centrale (Central African Forest Initiative, CAFI) è stata lanciata il 29 settembre 2015 al termine del ventice delle Nazioni Unite sullo sviluppo sostenibile come collaborazione tra un gruppo di paesi donatori, sei paesi beneficiari dell'Africa centrale e il Brasile, partner per la collaborazione Sud-Sud.

## Paesi aderenti
| Donatori        | Beneficiari        | Partner Sud-Sud |
| Belgio3         | Camerun            | Brasile         |
| Corea del Sud2  | Rep. Centrafricana |                 |
| Francia1        | Rep. del Congo     |                 |
| Germania1       | RD del Congo       |                 |
| Norvegia1       | Gabon              |                 |
| Paesi Bassi1    | Guinea Equatoriale |                 |
| Regno Unito1    |                    |                 |
| Svezia4         |                    |                 |
| Unione europea1 |                    |                 |

1. Paesi fondatori

2. dal 2017

3. dal 15 ottobre 2021

4. dal 14 ottobre 2022

## Motivi
La logica alla base dell'istituzione del CAFI è che mentre l'Africa centrale ospita, dopo il bacino amazzonico, la seconda più grande foresta pluviale tropicale del mondo, gli sforzi in corso non hanno impedito la perdita di foreste.
Il settore dell'uso del suolo e della silvicoltura è di gran lunga il principale contributore alle emissioni di gas serra nella regione. Gli investimenti internazionali in riduzione delle emissioni di gas serra dovute alla deforestazione e al degrado delle foreste (REDD+) non sono della portata necessaria per incidere sul cambiamento climatico e il sostegno dei donatori nella regione è sempre stato frammentario.

## Obiettivi
L'obiettivo dell'iniziativa CAFI è riconoscere e preservare il valore delle foreste nella regione al fine di mitigare il cambiamento climatico, ridurre la povertà e contribuire allo sviluppo sostenibile, attraverso l'attuazione da parte dei paesi beneficiari di quadri di investimenti per lo sviluppo a basse emissioni di carbonio che includano riforme politiche e misure nazionali che affrontino i fattori della deforestazione e del degrado forestale.

## Sfide e soluzioni
I quattro principali fattori diretti e le loro dinamiche nelle foreste centrafricane sono ampiamente riconosciuti: agricoltura, energia dalla legna, silvicoltura e sviluppo delle infrastrutture/minerario. I fattori indiretti includono la pressione demografica rurale e urbana, la pianificazione dell'uso del suolo scarsa e inadeguata, regole per la proprietà dei territori, lo sviluppo di nuove infrastrutture e una gestione inadeguata. L'iniziativa ha il compito di sostenere i quadri nazionali di investimento che affrontano uno o più fattori a diversi livelli (nazionale e subnazionale) per ottenere, tra l'altro:
- pratiche agricole sostenibili verso una minore conversione dei terreni e una maggiore sicurezza alimentare;
- alternative sostenibili alle attuali pratiche energetiche dalla legna;
- istituzioni del settore forestale che hanno la capacità e il quadro giuridico per promuovere, monitorare e applicare la gestione sostenibile delle foreste;
- infrastrutture future e progetti minerari che riducono al minimo il loro impatto complessivo;
- decisioni di pianificazione dell'uso del suolo che garantiscano una rappresentanza equilibrata degli interessi settoriali e mantengano intatte le foreste;
- migliore sicurezza del possesso che non incentivi la conversione da parte di individui o comunità;
- crescita demografica più lenta e migrazione verso le foreste;
- migliore coordinamento e gestione interministeriale, con conseguenti regimi fiscali, e di autorizzazione delle attività economiche che non spinga gli attori economici alla conversione forestale e alle attività illegali.

Per mitigare l'impatto economico dell'iniziativa, i fondi sono dedicati anche alla riduzione della povertà e alla creazione di uno sviluppo sostenibile.

## Gestione
Il Comitato esecutivo è responsabile del coordinamento generale con i Paesi aderenti e delle decisioni riguardanti l'assegnazione delle risorse del Fondo CAFI; è costituito dai paesi donatori, dall'Programma delle Nazioni Unite per lo sviluppo (UNDP), dal Multi-Partner Trust Fund delle Nazioni Unite, dal Congo Basin Forest Partnership (CBFP), dalla FAO e dalla Banca Mondiale.
Il Segretariato, con sede a Ginevra, sostiene il Comitato esecutivo e agevola le operazioni complessive del Fondo CAFI.
L'amministrazione del Fondo è affidata all'Ufficio del fondo fiduciario multipartner (MPTF Office) presso l'UNDP.

## Finanziamenti
Negli anni 2015-2021 i paesi donatori hanno versato poco più di 500 milioni di dollari, dei quali il 61% dalla Norvegia e il 32% dalla Germania.
Al 31 dicembre 2021 sono stati approvati 36 progetti per complessivi 358 milioni di dollari.

## Partenariati
Il Fondo del CAFI agisce in collaborazione con agenzie delle Nazioni Unite, agenzie nazionali per la cooperazione internazionale, organizzazioni non governative internazionali:
- Agenzia belga per lo sviluppo (ENABEL)
- FAO
- Agenzia francese per lo sviluppo (AFD)
- Agenzia tedesca per la cooperazione internazionale (GIZ)
- Unione internazionale per la conservazione della natura (IUCN)
- Agenzia giapponese per la cooperazione internazionale (JICA)
- The Nature Conservancy
- Fondo delle Nazioni Unite per lo sviluppo del capitale (UNCDF)
- Programma delle Nazioni Unite per lo sviluppo (UNDP)
- Programma delle Nazioni Unite per gli insediamenti umani (UN-Habitat)
- Fondo delle Nazioni Unite per la popolazione (UNFPA)
- Ufficio delle Nazioni Unite per i servizi ed i progetti (UNOPS)
- Banca Mondiale
- UNESCO
- Farm Africa
- One Acre Fund